# Ultra Mobile PC
O Ultra Mobile PC, abreviadamente UMPC, apresentou-se como sendo a próxima geração de computadores móveis. Era um intermédio entre o Tablet PC e o Pocket PC, e corria o Windows XP Tablet PC Edition 2005, estando no entanto prevista a inclusão do Windows Vista aquando do seu lançamento.

## Características comuns
Os Ultra Mobile PCs, normalmente, têm telas touchscreen de 20 centímetros com uma resoluções mínimas de 800X480 e correm uma versão adaptada do Windows XP Tablet PC Edition 2005 de forma a facilitar o seu uso. Trazem também incluído um software denominado Touch Pack Interface para tornar o uso da própria mão do indivíduo tão simplificado como o uso da pequena caneta digital incorporada para introduzir dados. Esse software disponibiliza também um teclado digital.
Os Ultra Mobile PCs poderão incluir um processador Pentium M de 1 GHz ou o novo Atom, com operações de até 1.8Ghz, Memória RAM de 256 MB a 1 GB, disco rígido de 30 a 160 GB, ou drives de SSD e podem incluir Bluetooth, Wi-Fi e Ethernet. Podem também servir de aparelhos GPS, e podem trazer webcam, leitor de impressões digitais para fácil acesso a conteúdo protegido, sintonizador de TV ou leitor de cartões de memória.
Como acessórios podem ser ligados ao UMPC tanto mouse como teclados para auxílio na introdução de dados, dado que os UMPCs beneficiam de portas USB 2.0.
Devido ao facto de os UMPC correrem o Windows XP, qualquer tipo de software que corra nesse sistema operativo poderá ser instalado nele, embora possa sofrer algumas alterações quando à sua interface dadas as características do pequeno ecrã dos UMPCs. Também poderão sofrer algumas melhorias graças ao software Touch Pack Interface, de forma a auxiliar a utilização dos programas.

### A melhorar
No futuro, os UMPCs deveriam possuir maior tempo de autonomia (deveriam passar de 2 horas e 30 minutos a cerca de 8 horas), os seus preços deveriam baixar. Também foi aguardada a possibilidade de que o usuário pudesse instalar qualquer sistema operativo.

## UMPCs

### Disponíveis
- Samsung Q1
- Amtek T700
- PaceBlade EasyBook P7, também conhecido por TabletKiosk eo v7110
- Asus r2h

### A disponibilizar
- DualCor cPC
- Mobits X17
- ASUSTek R2H
- OQO
- Q1
- Founder MiniNote / ECS H70